# N̍
Cette page contient des caractères spéciaux ou non latins. S’ils s’affichent mal (▯, ?, etc.), consultez la page d’aide Unicode.
N̍ (minuscule : n̍), appelé N ligne verticale, est une lettre utilisé dans la romanisation pe̍h-ōe-jī et le système de romanisation taïwanais.
Elle est formée de la lettre N diacritée d’une ligne verticale.

## Représentations informatiques
Le N ligne verticale peut être représente avec les caractères Unicode suivants :
- décomposé (latin de base, diacritiques)[1],[2] :

| formes    | représentations | chaînes de caractères | points de code | descriptions                                                  |
| --------- | --------------- | --------------------- | -------------- | ------------------------------------------------------------- |
| capitale  | N̍               | N◌̍                    | U+004E U+030D  | lettre majuscule latine n diacritique ligne verticale en chef |
| minuscule | n̍               | n◌̍                    | U+006E U+030D  | lettre minuscule latine n diacritique ligne verticale en chef |